# Ingoldingen
Ingoldingen – miejscowość i gmina w Niemczech, w kraju związkowym Badenia-Wirtembergia, w rejencji Tybinga, w regionie Donau-Iller, w powiecie Biberach, wchodzi w skład wspólnoty administracyjnej Bad Schussenried. Leży w Górnej Szwabii, nad rzeką Riß, ok. 10 km na południe od Biberach an der Riß.